# Andriej Siniawski
Andriej Donatowicz Siniawski (ros. Андре́й Дона́тович Синя́вский, ur. 8 października 1925 w Moskwie, zm. 25 lutego 1997 w Fontenay-aux-Roses), ps. Abram Terc – rosyjski pisarz, eseista i historyk literatury.

## Życiorys
Urodził się w rodzinie inżyniera i działacza partyjnego. W 1951 roku ojca aresztowano, zarzucając mu, że jest amerykańskim szpiegiem.
Walczył w II wojnie światowej jako żołnierz obrony przeciwlotniczej. W 1949 ukończył studia filologiczne na Uniwersytecie Moskiewskim, w 1952 obronił pracę doktorską. Był pracownikiem Instytutu Literatury Powszechnej im. Gorkiego Akademii Nauk ZSRR, wykładowcą Uniwersytetu Moskiewskiego (skąd został usunięty w 1958 po proteście w obronie Borysa Pasternaka) i szkole przy Moskiewskim Teatrze Artystycznym (1958-1965).
W latach 50. i 60. napisał m.in. kilka opowiadań i powieść Sąd idzie, które przemycił na Zachód i tam opublikował pod pseudonimem Abram Terc. W 1965 jego autorstwo zostało ujawnione, a on sam aresztowany i w 1966 skazany na 7 lat łagru za „twórczość antysowiecką”, po procesie z Julijem Danielem. Przebywał w Autonomicznej Republice Mordwińskiej. W 1971 został zwolniony, a w 1973 wyemigrował do Francji, gdzie wykładał na paryskiej Sorbonie. W latach 1974–75 był członkiem kolegium kwartalnika „Kontinient”, z którego odszedł po konflikcie z Władimirem Maksimowem, a w 1978 założył razem z żoną, Mariją Rozanową czasopismo „Sintaksis”. W latach 1975–76 ukazały się jego Przechadzki z Puszkinem oraz W cieniu Gogola. Część emigracji oskarżała go, że szarga w nich narodowe świętości.
Do ojczyzny przyjechał po raz pierwszy w 1989 roku, tuż po śmierci Julija Daniela – władze nie dopuściły, by uczestniczył w jego pogrzebie. Jako liberał i centrysta popierał Michaiła Gorbaczowa. Konserwatywna emigracja, m.in. Aleksandr Sołżenicyn, oskarżała go o kosmopolityzm.
Jego utwory drukowała paryska „Kultura”. Kilkukrotnie odwiedzał Polskę. Najważniejsza wizyta miała miejsce w 1993 roku, tuż po konflikcie zbrojnym Borysa Jelcyna z Radą Najwyższą. W wywiadzie dla „Tygodnika Powszechnego” mówił, że nawet z komunistami trzeba walczyć metodami demokratycznymi, potępiając działania prezydenta Jelcyna.

## Twórczość
- Sąd idzie. Co to jest realizm socjalistyczny? (wyd. polskie Instytut Literacki, 1959 – jako tom 46 Biblioteki "Kultury")
- Opowieści fantastyczne (wyd. polskie Instytut Literacki, 1961 – jako tom 68 Biblioteki "Kultury")
- Lubimow (wyd. polskie Instytut Literacki, 1963 – jako tom 91 Biblioteki "Kultury")
- Myśli niespodziewane (wyd. polskie Instytut Literacki, 1965 – jako tom 107 Biblioteki "Kultury")
- Rosyjska inteligencja (wyd. polskie Wydawnictwo Krytyki Politycznej 2014)[1]